# Асаф Джах VII
Осман Али Хан, Асаф Джах VII (урду آصف جاہ‎‎), при рождении Усман Али Хан Бахадур (6 апреля 1886, Хайдарабад — 24 февраля 1967, Хайдарабад) — последний низам (правитель) княжества Хайдарабад и округа Центральные провинции и Берар. Асаф Джах VII правил Хайдарабадом с 1911 по 1948 год. В 1948 году княжество Хайдарабад было включено в состав Индии.
Во время своего нахождения у власти Осман Али Хан был одним из наиболее состоятельных людей в мире. Его личное состояние оценивалось в начале 1940-х годов в два миллиарда долларов США, или в 2 % от внешнего валового продукта США этого времени. При создании Индии в 1947 году казна нового государства оценивалась в один миллиард долларов США. Фотография Асафа Джаха VII была опубликована на обложке журнала Тайм. Это состояние было сделано в основном на торговле алмазами — в XIX веке Хайдарабад был единственным поставщиком алмазов на мировой рынок. Хотя после ухода от власти его состояние уменьшилось, до своей смерти он оставался одним из наиболее состоятельных людей Южной Азии.

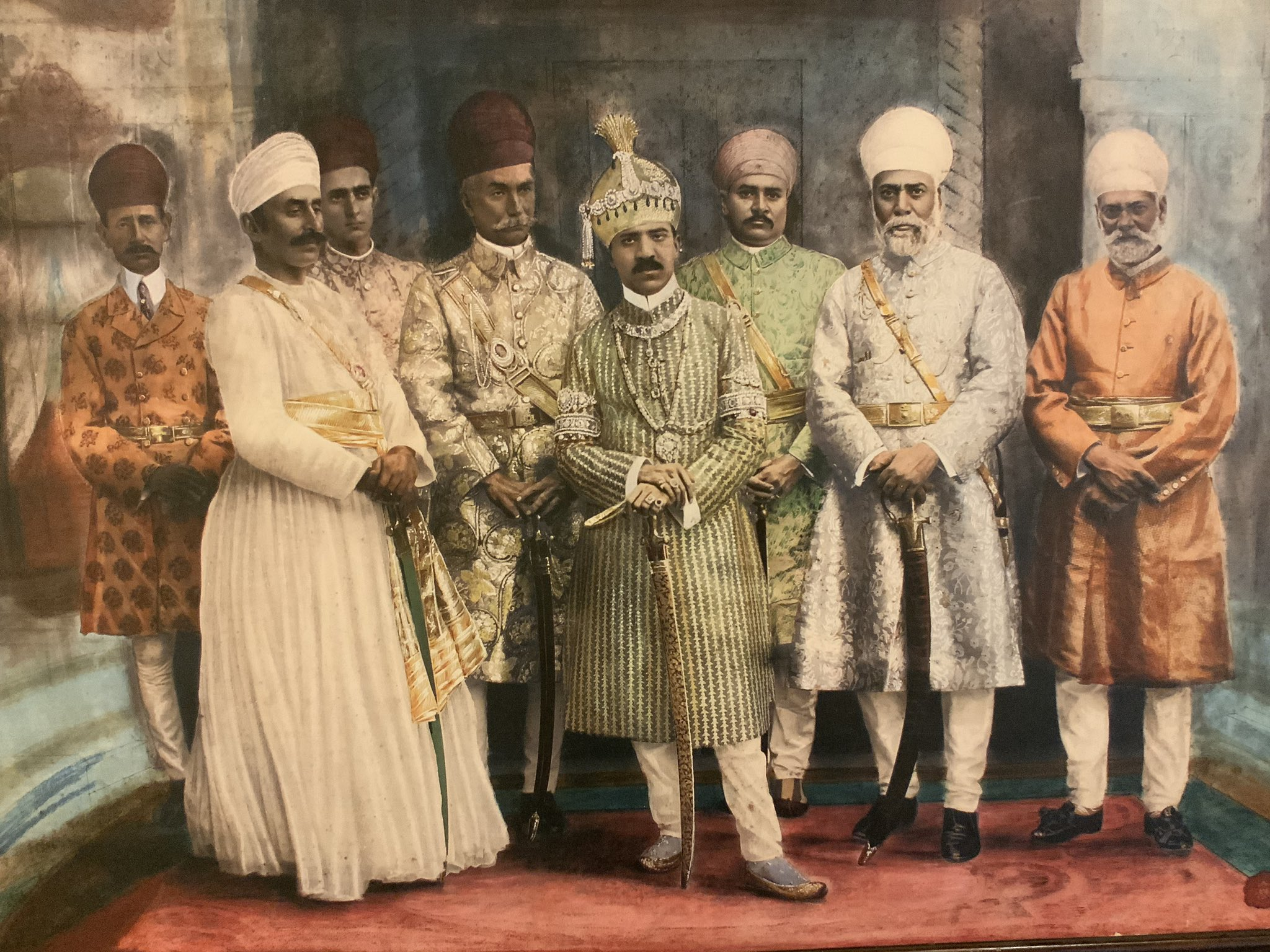
Низам со своими министрами

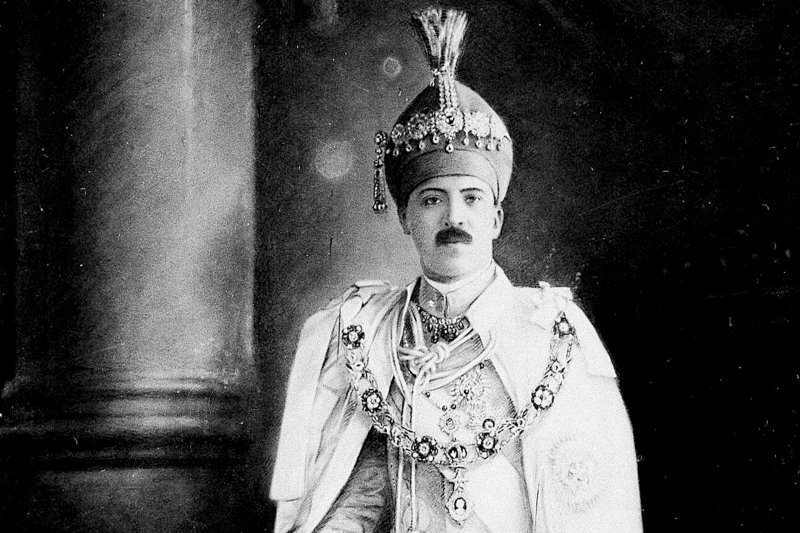
Низам в 25 лет

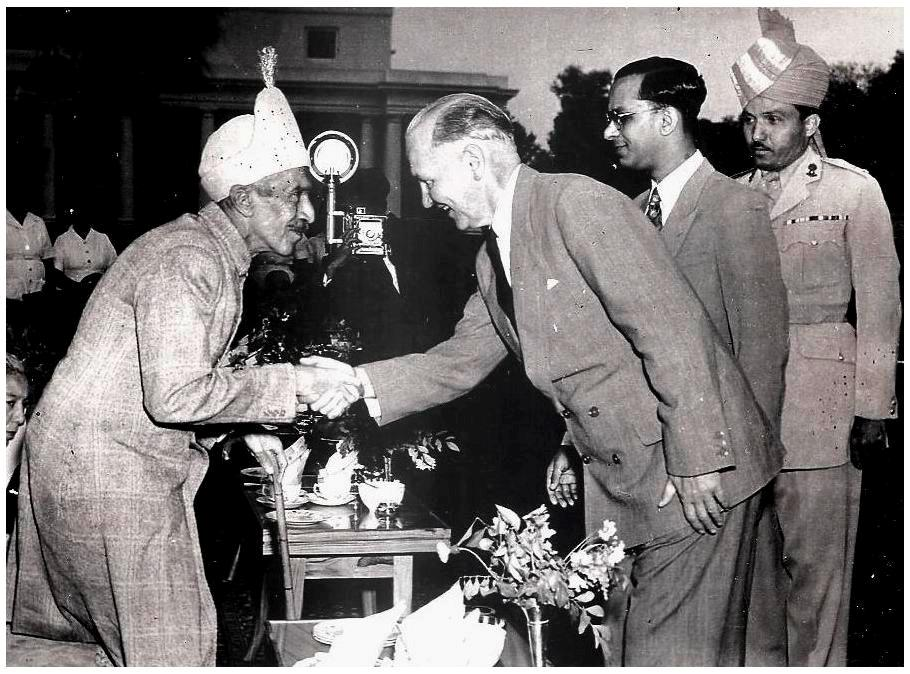
Президент Югославии Броз Тито, Иосип, c. 1956

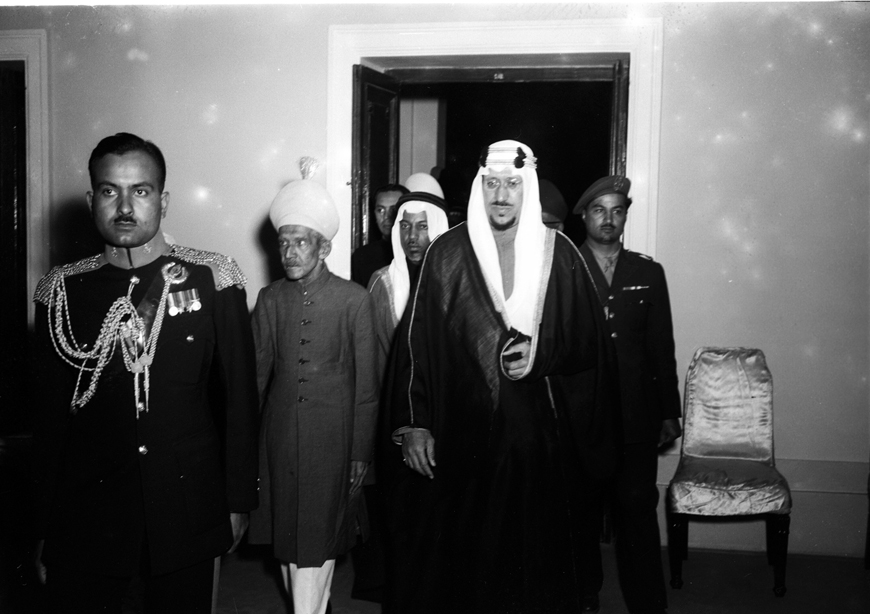
Низам и Сауд ибн Абдул-Азиз Аль Сауд

## Биография

### Ранние годы
Наваб Бахадур Осман Али родился 6 апреля 1886 года во дворце Пурани Хавели в Хайдарабаде. Он был вторым сыном низама Асафа Джаха VI и его первой жены Амат-уз-Захрунниса Бегум. Его старший брат умер в 1887 году, и Осман Али стал наследником трона Хайдарабада.
Отец уделил большое внимание образованию наследника, пригласив учителей английского, урду и фарси. Исламской теологии его обучал Хафиз Анварулла Фаруки из семинарии Джамия Низамийя, одного из старейших суннитских учебных заведений в Индии. Будущий низам писал стихи на урду и на фарси.
14 апреля 1906 года Осман Али женился на Дульхан Паша Бегум (1889—1955), дочери Наваба Джахангира Джунга. Она стала первой из его семи жён и матерью двух его старших сыновей, Азама Джаха, будущего князя Берара, и Моаззама Джаха. Азам Джах был женат на дочери последнего османского калифа и наследника титула последнего османского султана Абдул-Меджида II, Дюррюшехвар-султан, а Моаззам Джах — на Нилюфер Султан, правнучке Мурада V. Предполагается, что при помощи этих династических браков Асаф Джах VII надеялся поставить своих потомков во главе Османской империи.
Всего у Асафа Джаха VII было по меньшей мере 34 ребёнка.

### Правление
Осман Али стал низамом Хайдарабада после смерти своего отца в 1911 году. Хайдарабад был крупнейшим туземным княжеством в колониальной Индии, занимая территорию 223 тысячи км², а его правитель — наиболее высокопоставленным из всех правителей индийских государств. Осман Али, взойдя на трон, стал абсолютным монархом в этом государстве. По некоторым свидетельствам, он был просвещённым монархом, покровительствовавшим искусствам, наукам и образованию. За его 37-летнее правление в Хайдарабаде появились электричество, дороги, железные дороги и авиасообщение. На реке Манджира (приток Годавари) в 144 км от города Хайдарабад было построено водохранилище Низам Сагар, а на реке Тунгабхадра устроена ирригационная система.
В 1941 году Асаф Джах VII основал собственный банк, Hyderabad State Bank (ныне существующий как State Bank of Hyderabad, ставший центральным банком государства. В государстве функционировала собственная валюта, хайдарабадская рупия, отличавшаяся от валюты, имевшей хождение во всей остальной Индии. Хайдарабадские банкноты выпускались с 1918 по 1953 год.
Практически все публичные здания в городе Хайдарабад, включая госпиталь, суд, библиотеку, музей и мэрию, были построены в период правления Асафа Джаха VII. Он уделял особое внимание образованию и провёл образовательную реформу. При нём был основан Османский университет, множество школ и колледжей. На образование тратилось до 11 % государственного бюджета. Начальное образование стало обязательным, а для детей из бедных семей — бесплатным. Всё образование велось на урду, и низам подвергался критике за игнорирование местных языков.
Асаф Джах VII лично жертвовал большие суммы на благотворительные цели и на образование в Индии.

### Отречение
Когда в 1947 году Британской Индии была предоставлена независимость, страна была разделена на Индию и Пакистан. Туземные государства могли выбирать, в какое из двух новообразованных государств они хотят войти. Хайдарабад был самым большим из туземных государств, с населением более 16 миллионов человек. Он отказался присоединиться к Индии или Пакистану, надеясь сохранить независимость Хайдарабада в составе Британского Содружества.
Британское правительство категорически отвергло предложение о независимости, после чего Низам вступил в переговоры с Индией об автономии, а ближе к их завершению, пытаясь оказать давление на Индию, начал также переговоры с Пакистаном. Одновременно он поощрял деятельность разакаров, военизированной группировки, в основном состоявшей из мусульман и выступавшей против групп, поддерживавших объединение с Индией. Он представлял деятельность разакаров как свидетельство того, что народ Хайдарабада возражает против вхождения в состав Индии.
Военная операция была проведена в сентябре 1948 года после провала переговоров. После пяти дней боевых действий, когда индийские войска были на подходе к городу, Асаф Джах VII согласился отречься от престола, а Хайдарабад вошёл в состав Индии. В 1950 году бывший низам занял церемониальный пост раджпрамукха. Он подал в отставку в 1956 году, когда в Индии была проведена реформа административно-территориального деления, и штаты были образованы по языкам населяющих их народов.
Осман Али Хан Бахадур умер 24 февраля 1967 года и был похоронен в мечети Джуди в Хайдарабаде.